# Maria Carme Surroca de Pastors
|  | Per a altres significats, vegeu «beat Amadeu». |

Maria Carme Surroca de Pastors (Puigcerdà, Cerdanya, 13 d'agost de 1871 - Lleida, 3 d'agost de 1916) va ésser una religiosa de la congregació de les Germanes de la Sagrada Família d'Urgell, de la qual va ésser secretària general.
Se'n va obrir la causa de beatificació el 18 de febrer de 1981 i ha estat proclamada serventa de Déu per la diòcesi de Lleida.